# Europapokal der Fußball-Nationalmannschaften
Der Europapokal, offiziell Coupe Internationale européenne, war ein Wettbewerb für Fußball-Nationalmannschaften in Europa und nimmt die Vorläuferrolle der zu Anfang noch unter ähnlichem Namen, nämlich Europapokal der Nationen, seit 1960 ausgetragenen Europameisterschaft der UEFA ein. Er wurde in den Jahren 1927 bis 1960 insgesamt sechs Mal ausgetragen und brachte unter anderem das österreichische Wunderteam, die Goldene Mannschaft Ungarns sowie die berühmte italienische Elf der 1930er-Jahre hervor.

## Geschichte
Der Europapokal entstand im Jahre 1927 auf Betreiben des österreichischen Sportfunktionärs Hugo Meisl. Hintergrund war die damalige Verbreitung des Professionalismus im (mittel)europäischen Fußball. Den Beginn machte Österreich, welches 1924 als erstes Land auf dem europäischen Kontinent komplett auf ein professionelles Meisterschaftssystem umstellte. 1925 zogen Ungarn, 1926 die Tschechoslowakei und bald auch Italien nach. Dieser Schritt sicherte diesen Ländern über einen längeren Zeitraum zwar die Vormacht im kontinentaleuropäischen Fußball, in wirtschaftlicher Hinsicht war dieses System allerdings ohne internationale Pflichtspiele der Vereine sowie Nationalmannschaften nur schwer tragbar. Nachdem langjährige Verhandlungen mit der FIFA über Europameisterschaften gescheitert waren, wurde im Juli 1927 im italienischen Venedig die Einführung des Mitropapokals (Vereinsmannschaften) sowie eines Europapokals (Nationalmannschaften) beschlossen.
Der erste Europapokal-Wettbewerb wurde in den Jahren 1927 bis 1930 mit großem Erfolg ausgetragen. Die damaligen Zuschauerzahlen übertrafen beispielsweise den heutigen Schnitt einer Europameisterschaft, wobei dies insbesondere auf die damals größeren Stadien mit vielen Stehplätzen zurückzuführen ist. Die erste Konkurrenz wurde erst mit dem letzten Spiel am 11. Mai 1930 entschieden: Vittorio Pozzos italienische Mannschaft konnte Ungarn 5:0 besiegen, wobei Giuseppe Meazza allein drei Tore schoss, und damit erster Gewinner der von Antonín Švehla gestifteten Trophäe werden. Der zweite Europapokal 1931 und 1932 brachte das berühmte österreichische „Wunderteam“ hervor, welches rund um Kapitän Matthias Sindelar den Bewerb gewinnen konnte. Italien, das sich mit dem zweiten Platz begnügen musste, konnte allerdings bereits 1935 erneut die Trophäe zurückholen, nach dem die Squadra Azzurra nur ein Jahr davor erstmals Weltmeister geworden war. Während seiner vierten Auflage musste der bei den Zuschauern sehr beliebte Europapokal auf Grund des Zweiten Weltkriegs allerdings abgebrochen werden. Bis dahin waren auch zwei Amateur-Konkurrenzen ausgetragen worden, aus denen Polen und Rumänien als Sieger hervorgingen.
Bereits wenige Monate nach Ende des Krieges bemühten sich die ehemaligen Europapokal-Länder um eine Wiederauferstehung des Bewerbes, der wieder ab 1948 ausgespielt wurde. Als erster Sieger in der Nachkriegszeit trug sich die ungarische Nationalelf um Ferenc Puskás ein, damals „Goldene Elf“ genannt. Letztmals wurde der Europapokal von 1954 bis 1960 gemeinsam mit der UEFA ausgetragen. Letzter Gewinner wurde die Tschechoslowakei, die auch nur zwei Jahre später das WM-Finale in Chile erreichte. Mit der Beendigung des sechsten Wettbewerbes 1960 wurde er plangemäß vom Europapokal der Nationen, einer Europameisterschaft in Cupform, abgelöst.

## Modus
Zu den vier Gründungsländern Österreich, Italien, der Tschechoslowakei und Ungarn, die damals den kontinentaleuropäischen Fußball dominierten, gesellte sich bereits in der ersten Saison die Schweiz. Später kam noch Jugoslawien hinzu, Rumänien hätte bei einer weiteren Austragung teilgenommen. Zudem wurde auf Grund des Interesses weiterer Länder an einer Teilnahme am Wettbewerb, die jedoch nicht gegen Profi-Teams antreten wollten oder konnten, eine eigene Ausgabe für Amateur-Nationalmannschaften ausgetragen. Es handelte sich dabei um die Nationalteams von Polen und Rumänien sowie die Amateurteams von Ungarn, Österreich und der Tschechoslowakei. Die Teilnehmer der Profi-Konkurrenz konnten bis in die frühen 1950er Jahre ihre Vormachtstellung im europäischen Fußballsport verteidigen – so erreichten sowohl bei der Weltmeisterschaft 1934 als auch 1938 nur Mannschaften dieser Nationen das Endspiel. Alle der insgesamt acht Europapokal-Teilnehmer spielten 1958–1960 auch bei der ersten Europameisterschaft der UEFA. Viele der übrigen Länder – darunter auch die BR Deutschland – hatten kein Interesse an einem solchen Wettbewerb oder im damals gespalteten Europa diverse Vorbehalte gegen bestimmte andere Länder zu spielen.
Der Europapokal war, anders als die UEFA-Europameisterschaft, als Dauerkonkurrenz konzipiert, da ja nur so regelmäßige Pflichtspiele zustande kamen. Die Nationalmannschaften trafen in einem Meisterschaftsmodus aufeinander, jeweils in einem Heim- und einem Auswärtsspiel. So erstreckte sich eine Konkurrenz auf etwa zwei bis drei Jahre. Einerseits sollte so jedem Teilnehmer dieselbe Anzahl von Spielen garantiert werden und zusätzlich erachtete man damals dieses System als gerechter zur Findung des Europameisters. Überdies hatte die Tatsache, dass es sich jeweils um ein Heimspiel für eine Nationalmannschaft handelte, ein hohes Zuschauerinteresse garantiert, was bei zahlreichen Spielen in der Anfangszeit der später eingeführten Fußball-Europameisterschaft im Turniersystem nicht der Fall war.

## Bezeichnung
Der Europapokal taucht in der Fußballliteratur unter verschiedenen Namen auf, resultierend aus der Tatsache, dass die Bedeutung der Wettbewerbsbezeichnung in den Sprachen der einzelnen Teilnehmerländer nicht identisch war. In Deutschland waren die Bezeichnungen „Europapokal“ wie auch „Europameisterschaft“ – ähnlich der ungarischen Bezeichnung Európa Kupa –, in Österreich und der Schweiz „Europa-Cup“ (auch „Europacup“) in den Medien gleichermaßen präsent, während der Name „Internationaler Cup“, wie er beispielsweise in Italien als Coppa Internazionale oder in der Tschechoslowakei als mezinárodní póhar üblich war, nur selten verwendet wurde. Vielfach kam es auch zu Verwechslungen der Wettbewerbsbezeichnungen mit den Namen der Trophäen, die im Laufe der Geschichte des Bewerbes ausgespielt wurde. In der Zwischenkriegszeit spielte man um den in der Umgangssprache so genannten Švehla-Cup, benannt nach seinem Stifter, dem tschechoslowakischen Ministerpräsidenten Antonín Švehla. Der in der Nachkriegszeit ausgespielte Pokal blieb zunächst unverändert, erhielt aber 1954 für die letzte Austragung den Namen des plötzlich verstorbenen österreichischen ÖFB-Präsidenten Josef Gerö, in Anerkennung seines Verdiensts um die Reaktivierung des Wettbewerbes nach Kriegsende. Dies ist in etwa vergleichbar mit der Benennung des WM-Pokals nach Jules Rimet zwei Jahre später. Insbesondere in der englischsprachigen Literatur ist jedoch die Bezeichnung „Josef Gerö Cup“ für den Wettbewerb und dies sogar für die Zeit ab 1927 weit verbreitet. Jedoch wird auch „International Cup“ verwendet.

## Die Turniere im Überblick
| Jahr              | Finalstände | Finalstände | Finalstände | Finalstände | Finalstände | Finalstände |
| Jahr              | Sieger | Punkte | 2. Platz | Punkte | 3. Platz | Punkte |
| ----------------- | --- | --- | --- | --- | --- | --- |
| 1927–1930 Details | Italien | 11 | Österreich | 10 | Tschechoslowakei                                                                                                | 10 |
| 1931–1932 Details | Österreich | 11 | Italien | 9 | Ungarn | 8 |
| 1933–1935 Details | Italien | 11 | Österreich | 9 | Ungarn | 9 |
| 1936–1938 Details | Der vierte Europacup wurde nach der Annexion Österreichs durch das Deutsche Reich am 12. März 1938 abgebrochen. | Der vierte Europacup wurde nach der Annexion Österreichs durch das Deutsche Reich am 12. März 1938 abgebrochen. | Der vierte Europacup wurde nach der Annexion Österreichs durch das Deutsche Reich am 12. März 1938 abgebrochen. | Der vierte Europacup wurde nach der Annexion Österreichs durch das Deutsche Reich am 12. März 1938 abgebrochen. | Der vierte Europacup wurde nach der Annexion Österreichs durch das Deutsche Reich am 12. März 1938 abgebrochen. | Der vierte Europacup wurde nach der Annexion Österreichs durch das Deutsche Reich am 12. März 1938 abgebrochen. |
| 1948–1953 Details | Ungarn | 11 | Tschechoslowakei                                                                                                | 9 | Österreich | 9 |
| 1955–1960 Details | Tschechoslowakei                                                                                                | 16 | Ungarn | 15 | Österreich | 11 |
| Jahr              | Finalstände (Amateurwettbewerb)                                                                                 | Finalstände (Amateurwettbewerb)                                                                                 | Finalstände (Amateurwettbewerb)                                                                                 | Finalstände (Amateurwettbewerb)                                                                                 | Finalstände (Amateurwettbewerb)                                                                                 | Finalstände (Amateurwettbewerb)                                                                                 |
| Jahr              | Sieger | Punkte | 2. Platz | Punkte | 3. Platz | Punkte |
| 1929–1930         | Polen | 7 | Ungarn (A) | 6 | Österreich (A)                                                                                                  | 6 |
| 1931–1934         | Rumänien | 9 | Ungarn (A) | 6 | Tschechoslowakei (A)                                                                                            | 5 |

## Torschützenkönige
| Wettbewerb | Torschützenkönig(e)            | Tore |
| ---------- | ------------------------------ | ---- |
| 1927–1930  | Julio Libonatti Gino Rossetti  | 6    |
| 1931–1932  | István Avar 1                  | 8    |
| 1933–1935  | Leopold Kielholz György Sárosi | 7    |
| 1936–1938  | György Sárosi                  | 10   |
| 1948–1953  | Ferenc Puskás                  | 10   |
| 1955–1960  | Lajos Tichy                    | 7    |

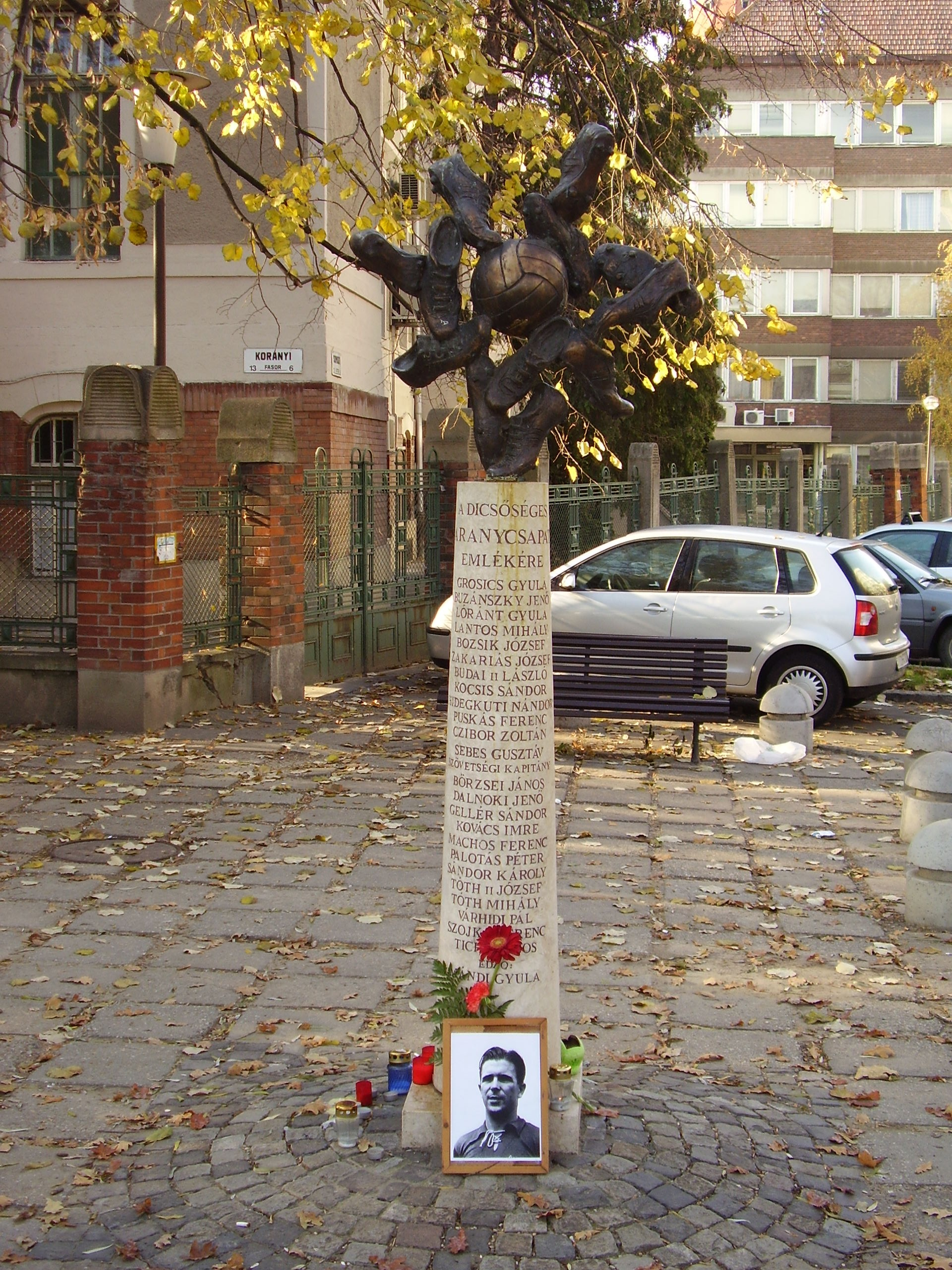
Ferenc Puskás – mit 15 Toren einer der erfolgreichsten Schützen im Europapokal

1Hierbei handelt es sich um Stefan Auer, einen Fußballspieler altösterreichischer Herkunft, der für Ungarn unter diesem Namen spielte.